# Fodina maltzanae
Fodina maltzanae là một loài bướm đêm trong họ Noctuidae.